# Jutta Hartwieg
Jutta Hartwieg (* 10. Oktober 1961 in Köln) ist eine deutsche Politikerin (SPD) sowie ehemalige Landrätin des Kreises Segeberg, in Schleswig-Holstein. Sie wurde bei den Kommunalwahlen am 25. Mai 2008 mit 50,1 % der abgegebenen, gültigen Stimmen gewählt. Damit war sie die erste Frau in der Funktion eines Landrates in ganz Schleswig-Holstein.

## Werdegang
Nach dem Abitur studierte sie an der Universität zu Köln von 1980 bis 1991 Informatik und Pädagogik. Während ihres Studiums erwarb sie zusätzliche Qualifikationen und lehrte in verschiedenen Einrichtungen der Erwachsenenbildung und betrieblichen Aus- und Weiterbildung in Köln, Bonn und Düsseldorf. Von 1988 bis 1992 war Hartwieg als EDV- und Organisationsberaterin im Deutschen Bundestag in Bonn und für sieben Monate im Jahr 1990 als EDV-Beraterin im Nordrhein-Westfälischen Landtag tätig.
Als selbstständige Unternehmensberaterin und Trainerin für Kunden aus Industrie, Handel, Dienstleistung, Öffentlicher Sektor, Non-Profit-Organisationen in Europa und den USA begleitete sie seit 1993 viele Reform- und Veränderungsprozesse in öffentlichen und privaten Einrichtungen, wie Verwaltungen, Feuerwehren, Polizei u. a.
Sie bildete für das europäische CMI-Programm der UN Spezialisten für Kommunikation und Teamfähigkeit aus.
Am 30. Dezember 2013 heiratete sie ihren Lebensgefährten Wolfgang Peters.
Am 3. April 2014 verlor sie die Landratswahl gegen Jan Peter Schröder, der sein Amt am 1. September 2014 antrat.

## Partei
Jutta Hartwieg ist seit 1993 Mitglied der SPD.
In der Zeit von April 1994 bis März 1998 war sie Abgeordnete des Kreistages Segeberg.

## Mitgliedschaften
Jutta Hartwieg ist Mitglied im Überseeclub Hamburg, im Alster-Business-Club (Norderstedt), im NABU und bei Amnesty International.
Hartwieg ist seit dem 21. April 2010 Mitglied des Aufsichtsrates der E.ON Hanse AG.